# アレクサンドル・クレツ
アレクサンドル・クレツ（Alexandru Crețu、1992年4月22日 - ）は、ルーマニア・パシュカニ出身のサッカー選手。CSウニヴェルシタテア・クラヨーヴァ所属。ポジションはミッドフィールダー。ルーマニア代表。

## クラブ経歴
2010年9月4日、ルーマニア2部リーグのFCアルジェシュ・ピテシュティ戦にて、後半40分にクレメント・パリマルとの途中交代でプロデビューを果たした。
2016年12月30日、NKオリンピア・リュブリャナと5年契約を結んだ。
2018年2月13日、スロベニア1部リーグのNKマリボルに移籍した。

## 代表経歴
2020年9月4日、北アイルランド代表とのUEFAネーションズリーグにてルーマニア代表デビューを果たした。

## タイトル

### クラブ
NKマリボル
- スロベニア1部リーグ : 1回 (2018-19)